# BBÖ 214
BBÖ 214 — австрийский пассажирский паровоз типа 2-8-4. Это самый крупный из когда-либо построенных в Австрии паровозов и самый мощный скоростной локомотив с длинными шатунами, который существовал тогда в Европе. Максимальная скорость достигнутая на паровозе 155 км/ч.

## История
В 1927 году правление Австрийских федеральных железных дорог утвердило временную приостановку электрификации. В рамках этого довольно спорного решения также было решено закупить локомотивы для Западной железной дороги, которые должны были быть настолько мощными, чтобы могли проехать за то же время между Веной и Зальцбургом, как и при электрифицированной дороге. Из двух прототипов 114.01 и 214.01, номер 214 был окончательно выбран для строительства. В 1931 году было построено 6 локомотивов, в 1936 ещё 6, все они были построены на заводе во Флоридсдорфе. Румынские железные дороги получили лицензию на постройку паровоза. Было дано наименование CFR 142 и построено 79 штук.
Новые локомотивы были использованы в поездах-экспрессах между Веной, Зальцбургом и Пассау. После присоединения к Германской имперской железной дороге в результате присоединения Австрии к Третьему Рейху назывались DR 12. После 1945 года сохранили обозначение 12 в ÖBB.
После электрификации Западной железной дороги, на ней не стало областей применения для этих локомотивов. Некоторые машины были переданы в 1953 году Южной железной дороге и использовались на маршруте между Веной и Филлахом. Прогрессирующая электрификация основных маршрутов в соседних странах не дала продать оставшиеся локомотивы, и с 1961 по 1962 годы они были списаны.